# ووکا
ووکا (به لاتین: Voka) یک منطقهٔ مسکونی در استونی است که در دهستان تویلا واقع شده‌است. ووکا ۸۲۳ نفر جمعیت دارد.